# Fultonia sarsi
Fultonia sarsi is een eenoogkreeftjessoort uit de familie van de Argestidae. De wetenschappelijke naam van de soort is voor het eerst geldig gepubliceerd in 1946 door Smirnov.